# Kazuki Yamaguchi (1995)
Kazuki Yamaguchi (山口 和樹 Yamaguchi Kazuki?, nacido el 15 de mayo de 1995 en Aichi) es un futbolista japonés que se desempeña como delantero en el FC Ryukyu de la J2 League.

## Trayectoria

### Clubes
| Club            | País  | Año         |
| --------------- | ----- | ----------- |
| Shonan Bellmare | Japón | 2018 - 2019 |
| FC Ryukyu       | Japón | 2020 -      |

## Estadística de carrera

### J. League
| Club            | Año   | J. League | J. League | Copa J. League | Copa J. League | Total | Total |
| Club            | Año   | Part.     | Goles     | Part.          | Goles          | Part. | Goles |
| --------------- | ----- | --------- | --------- | -------------- | -------------- | ----- | ----- |
| Shonan Bellmare | 2018  | 3         | 0         | 3              | 0              | 6     | 0     |
| Total           | Total | 3         | 0         | 3              | 0              | 6     | 0     |